# フェクラブルック郡

フェクラブルック郡
Bezirk Vöcklabruck

フェクラブルック郡（フェクラブルックぐん、独: Bezirk Vöcklabruck）は、オーストリアのオーバーエスターライヒ州にある郡（Bezirk; 行政管区とも訳される）。郡庁所在地はフェクラブルック。
オーバーエスターライヒ州の地方区分ではハウスルック地方（Hausruckviertel; ハウスルックフィアテル）に含まれる。北西から時計回りにブラウナウ・アム・イン郡、リート・イム・インクライス郡、グリースキルヒェン郡、ヴェルス＝ラント郡、グムンデン郡およびザルツブルク州のザルツブルク＝ウムゲーブング郡に接している。
フェクラブルック郡には以下の52の市町村（Gemeinde; ゲマインデ）がある。そのうちフェクラブルックとアットナング＝プフハイムおよびシュヴァネンシュタットが市（Stadt）に、また12自治体が町（Marktgemeinde; 市場町）に指定されている。
- アンプフルヴァング・イム・ハウスルックヴァルト Ampflwang im Hausruckwald （町）
- アッターゼー Attersee
- アットナング＝プフハイム Attnang-Puchheim （市）
- アッツバッハ Atzbach
- アウラッハ・アム・ホンガール Aurach am Hongar
- ベルク・イム・アッターガウ Berg im Attergau
- デッセルブルン Desselbrunn
- フォルナッハ Fornach
- フランケンブルク・アム・ハウスルック Frankenburg am Hausruck （町）
- フランケンマルクト Frankenmarkt （町）
- ガンパーン Gampern
- インナーシュヴァント Innerschwand
- レンツィング Lenzing （町）
- マンニング Manning
- モントゼー Mondsee （町）
- ノイキルヒェン・アン・デア・フェクラ Neukirchen an der Vöckla
- ニーダータールハイム Niederthalheim
- ヌスドルフ・アム・アッターゼー Nußdorf am Attersee
- オーバーホーフェン・アム・イルゼー Oberhofen am Irrsee
- オーバンドルフ・バイ・シュヴァネンシュタット Oberndorf bei Schwanenstadt
- オーバーヴァング Oberwang
- オットナング・アム・ハウスルック Ottnang am Hausruck
- プファッフィング Pfaffing
- ピルスバッハ Pilsbach
- ピッツェンベルク Pitzenberg
- ペンドルフ Pöndorf
- プッフキルヒェン・アム・トラットベルク Puchkirchen am Trattberg
- ピューレット Pühret
- レートライテン Redleiten
- レートルハム Redlham
- レーガウ Regau （町）
- リュシュトルフ Rüstorf
- ルッツェンハム Rutzenham
- シュラット Schlatt
- シェルフリング・アム・アッターゼー Schörfling am Attersee （町）
- シュヴァネンシュタット Schwanenstadt （市）
- ゼーヴァルヒェン・アム・アッターゼー Seewalchen am Attersee （町）
- ザンクト・ゲオルゲン・イム・アッターガウ Sankt Georgen im Attergau （町）
- ザンクト・ロレンツ Sankt Lorenz
- シュタインバッハ・アム・アッターゼー Steinbach am Attersee
- シュトラス・イム・アッターガウ Straß im Attergau
- ティーフグラーベン Tiefgraben
- ティメルカム Timelkam （町）
- ウンゲナッハ Ungenach
- ウンターアッハ・アム・アッターゼー Unterach am Attersee
- フェクラブルック Vöcklabruck （市）
- フェクラマルクト Vöcklamarkt （町）
- ヴァイセンキルヒェン・イム・アッターガウ Weißenkirchen im Attergau
- ヴァイレッグ・アム・アッターゼー Weyregg am Attersee
- ヴォルフゼッグ・アム・ハウスルック Wolfsegg am Hausruck （町）
- ツェル・アム・モース Zell am Moos
- ツェル・アム・ペッテンフィルスト Zell am Pettenfirst